# 世界愛犬聯盟
世界愛犬聯盟（英語：World Dog Alliance，縮寫：WDA）是一個總部設於香港的國際性組織，成立於2014年，創始人為企業家玄陵（原名彭宏陵）。以「改變人類社會，拯救犬貓生存」為目標。近年來在世界多國積極推動禁食犬貓的立法。

## 歷史
玄陵從2014年開始花費兩年時間攝製紀錄片《無聲的呼喚》（Eating Happiness），片中呈現了亞洲地區盜狗、吃狗肉的情形，及愛狗人士救護狗的行動。世界愛犬聯盟在玄陵攝製紀錄片的期間設立，成立於2014年12月12日。
2016年，世界愛犬聯盟獲得10萬名英國人聯署，要求國際奧林匹克委員會和韓國政府審視關於食用狗肉的情形；當年9月12日，英國國會就韓國狗肉交易問題進行了討論，結論是英國政府將通過外交途徑與韓國政府協商相關事宜；當年12月，韓國最大的狗肉市場城南市牡丹市場便被政府禁止販售狗肉。
2017年4月，在中華民國立法院通過禁食貓狗肉的《動物保護法》修正案之際，世界愛犬聯盟於台灣成立「動物守護者」團隊，以落實相關法規。
2018年2月，世界愛犬聯盟發起白宮聯署，目標為在一個月內集合十萬人的聯署，推動美國立法禁食貓狗肉。在其推動下，美國國會於該年12月通過《農業法案》，其中包含《禁止狗貓肉交易法》。2019年，世界愛犬聯盟再度發起全球性聯署，其目標是獲得100萬人的聯署後將其提交給英國和美國，推動建立禁食貓狗肉的國際公約。
2020年12月3日，日本動物福利議員聯盟會長尾辻秀久帶領十多位成員前往首相官邸，將世界愛犬聯盟發起的“禁食犬貓國際公約請願書”呈交首相菅義偉，掀開了日本動物福利的歷史性一頁。

## 相關活動

### 世界愛犬節
2015年，世界愛犬聯盟將9月26日定為「世界愛犬節」，取自於粵語諧音「狗易樂」。第一屆世界愛犬節在香港、美國、英國和義大利舉辦活動，於會上播映紀錄片《無聲的呼喚》。

### 金犬獎
2016年，設立獎勵動保人士的金犬獎；當年於第二屆世界愛犬節活動時頒獎，得主包括《十二夜》導演Raye、台灣貓狗人協會執行長黃泰山、中華民國保護動物協會等十位。

## 外部連結
- 官方网站
- 世界愛犬聯盟的Facebook專頁
- 世界愛犬聯盟的X（前Twitter）
- 世界愛犬聯盟的Instagram帳戶